# Rodney Smith
Pour les articles homonymes, voir Smith.
Rodney Smith (né le 13 avril 1966 à Washington) est un lutteur américain spécialiste de la lutte gréco-romaine. Il participe aux Jeux olympiques d'été de 1992 et aux Jeux olympiques d'été de 1996. En 1992, il remporte la médaille de bronze en combattant dans la catégorie des poids super légers. En 1996, il termine à la neuvième place. 

## Palmarès

### Jeux olympiques
- Jeux olympiques d'été de 1992 à Barcelone,  Espagne
  -  Médaille de bronze.